# Мольер
Жан-Бати́ст Покле́н (фр. Jean-Baptiste Poquelin), театральный псевдоним — Молье́р (фр. Molière; 15 января 1622, Париж, Франция — 17 февраля 1673, там же) — французский драматург XVII века, создатель классической комедии, по профессии актёр и директор театра, более известного как труппа Мольера (Troupe de Molière, 1643—1680).

## Биография

### Ранние годы Поклена
Жан-Батист Поклен происходил из старинной буржуазной семьи, в течение нескольких веков занимавшейся ремеслом обойщиков-драпировщиков. Мать Жан-Батиста, Мария Поклен-Крессе́ (ум.11 мая 1632), умерла от туберкулёза, отец, Жан Поклен (1595—1669), был придворным обойщиком и камердинером Людовика XIII и отдал сына в престижную иезуитскую школу — Клермонский колле́ж (ныне лицей Людовика Великого в Париже), где Жан-Батист основательно изучил латынь, поэтому свободно читал в подлиннике римских авторов и даже, по преданию, перевёл на французский язык философскую поэму Лукреция «О природе вещей» (перевод утерян). По окончании колле́жа в 1639 году Жан-Батист выдержал в Орлеане экзамен на звание лиценциата прав.
Находился под идейным влиянием философа Гассенди, лекции которого слушал в компании других молодых интеллектуалов.

### Начало актёрской карьеры
Юридическая карьера привлекала его не больше отцовского ремесла, и Жан-Батист избрал профессию актёра, взяв театральный псевдоним Мольер. После встречи с комедиантами Жозефом и Мадленой Бежар, в возрасте 21 года Мольер стал во главе «Блистательного театра» (Illustre Théâtre), новой парижской труппы из 10 актёров, зарегистрированной столичным нотариусом 30 июня 1643 года. Вступив в жестокую конкуренцию с уже популярными в Париже труппами Бургундского отеля и Марэ, «Блистательный театр» проигрывает в 1645 году. Мольер с друзьями-актёрами решают искать счастья в провинции, примкнув к труппе бродячих комедиантов, возглавляемой Дюфреном.

### Труппа Мольера в провинции. Первые пьесы
Скитания Мольера по французской провинции на протяжении 13 лет (1645—1658) в годы гражданской войны (фронды) обогатили его житейским и театральным опытом.
С 1645 года Мольер с друзьями заступают к Дюфрену, и в 1650 году он возглавляет группу. Репертуарный голод группы Мольера и явился стимулом к началу его драматургической деятельности. Так годы театральной учёбы Мольера стали годами и его авторских работ. Множество фарсовых сценариев, сочинённых им в провинции, исчезло. Сохранились только пьески «Ревность Барбулье» (La jalousie du Barbouillé) и «Летающий лекарь» (Le médécin volant), принадлежность которых Мольеру не вполне достоверна. Известны ещё заглавия ряда аналогичных пьес, игранных Мольером в Париже после его возвращения из провинции («Гро-Рене школьник», «Доктор-педант», «Горжибюс в мешке», «План-план», «Три доктора», «Казакин», «Притворный увалень», «Вязальщик хвороста»), причём заглавия эти перекликаются с ситуациями позднейших фарсов Мольера (напр. «Горжибюс в мешке» и «Проделки Скапена», д. III, сц. II). Эти пьесы свидетельствуют, что традиция старинного фарса оказала влияние на основные комедии его зрелого возраста.
Фарсовый репертуар, исполняемый труппой Мольера под его руководством и с его участием в качестве актёра, способствовал упрочению её репутации. Ещё больше возросла она после сочинения Мольером двух больших комедий в стихах — «Шалый, или Всё невпопад» (L’Étourdi ou les Contretemps, 1655) и «Любовная досада» (Le dépit amoureux, 1656), написанных в манере итальянской литературной комедии. На основную фабулу, представляющую вольное подражание итальянским авторам, наслаиваются здесь заимствования из различных старых и новых комедий, соответственно приписываемому Мольеру принципу «брать своё добро всюду, где он его находит». Интерес обеих пьес сводится к разработке комических положений и интриги; характеры в них разработаны ещё весьма поверхностно.
Труппа Мольера постепенно добилась успеха и славы, и в 1658 году, по приглашению 18-летнего Месье, младшего брата короля, она вернулась в Париж.

### Парижский период
В Париже труппа Мольера дебютировала 24 октября 1658 года в Луврском дворце в присутствии Людовика XIV. Утерянный фарс «Влюблённый доктор» имел громадный успех и решил судьбу труппы: король предоставил ей придворный театр Пти-Бурбон, в котором она играла до 1661 года, пока не перешла в театр Пале-Рояль, где уже оставалась до смерти Мольера. С момента водворения Мольера в Париже начинается период его лихорадочной драматургической работы, напряжённость которой не ослабевала до самой его смерти. За те 15 лет с 1658 по 1673 Мольер создал все свои лучшие пьесы, вызывавшие, за немногими исключениями, ожесточённые нападки со стороны враждебных ему общественных групп.

#### Ранние фарсы
Парижский период деятельности Мольера открывается одноактной комедией «Смешные жеманницы» (фр. Les précieuses ridicules, 1659). В этой первой, вполне оригинальной, пьесе Мольер сделал смелый выпад против господствовавшей в аристократических салонах вычурности и манерности речи, тона и обхождения, получившей большое отражение в литературе (см. Прециозная литература) и оказывавшей сильное влияние на молодёжь (преимущественно женскую её часть). Комедия больно уязвила виднейших жеманниц. Враги Мольера добились двухнедельного запрещения комедии, после отмены которого она шла с удвоенным успехом.
При всей своей крупной литературно-общественной ценности «Жеманницы» — типичный фарс, воспроизводящий все традиционные приёмы этого жанра. Та же фарсовая стихия, придававшая юмору Мольера площадную яркость и сочность, пропитывает также следующую пьесу Мольера «Сганарель, или Мнимый рогоносец» (Sganarelle, ou Le cocu imaginaire, 1660). Здесь на смену ловкому слуге-плуту первых комедий — Маскарилю — приходит придурковатый тяжеловесный Сганарель, впоследствии введённый Мольером в целый ряд его комедий.

#### Брак
23 января 1662 года Мольер подписал брачный контракт с Армандой Бежар, младшей сестрой Мадлены. Ему 40 лет, Арманде 20. Против всех тогдашних приличий, на свадьбу пригласили лишь самых близких. Церемония венчания состоялась 20 февраля 1662 года в парижской церкви Сен-Жермен-л’Осеруа.

#### Комедии воспитания
Комедия «Школа мужей» (L’école des maris, 1661), которая тесно связана с последовавшей за ней ещё более зрелой комедией «Школа жён» (L’école des femmes, 1662), знаменует поворот Мольера от фарса к социально-психологической комедии воспитания. Здесь Мольер ставит вопросы любви, брака, отношения к женщине и устроения семьи. Отсутствие односложности в характерах и поступках персонажей делает «Школу мужей» и особенно «Школу жён» крупнейшим шагом вперёд в сторону создания комедии характеров, преодолевающей примитивный схематизм фарса. При этом «Школа жён» несравненно глубже и тоньше «Школы мужей», которая по отношению к ней — как бы набросок, лёгкий эскиз.
Столь сатирически заострённые комедии не могли не вызвать ожесточённых нападок со стороны врагов драматурга. Мольер ответил им полемической пьеской «Критика „Школы жён“» (La critique de «L’École des femmes», 1663). Защищаясь от упрёков в гаерстве, он с большим достоинством излагал здесь своё кредо комического поэта («вникать как следует в смешную сторону человеческой природы и забавно изображать на сцене недостатки общества») и высмеивал суеверное преклонение перед «правилами» Аристотеля. Этот протест против педантической фетишизации «правил» вскрывает независимую позицию Мольера по отношению к французскому классицизму, к которому он примыкал однако в своей драматургической практике.
Другим проявлением той же независимости Мольера является и его попытка доказать, что комедия не только не ниже, но даже «выше» трагедии, этого основного жанра классической поэзии. В «Критике „Школы жён“» он устами Доранта даёт критику классической трагедии с точки зрения несоответствия её «натуре» (сц. VII), то есть с позиций реализма. Критика эта направлена против тематики классической трагедии, против ориентации её на придворные и великосветские условности.
Новые удары врагов Мольер отпарировал в пьесе «Версальский экспромт» (L’impromptu de Versailles, 1663). Оригинальная по замыслу и построению (действие её происходит на подмостках театра), комедия эта даёт ценнейшие сведения о работе Мольера с актёрами и дальнейшее развитие его взглядов на сущность театра и задачи комедии. Подвергая уничтожающей критике своих конкурентов — актёров Бургундского отеля, отвергая их метод условно-напыщенной трагической игры, Мольер вместе с тем отводит упрёк в том, что он выводит на сцену определённых лиц. Главное же — он с невиданной дотоле смелостью издевается над придворными шаркунами-маркизами, бросая знаменитую фразу: «Нынешний маркиз всех смешит в пьесе; и как в древних комедиях всегда изображается простак-слуга, заставляющий хохотать публику, точно так же и нам необходим уморительный маркиз, потешающий зрителей».

#### Зрелые комедии. Комедии-балеты
Из баталии, последовавшей за «Школой жён», Мольер вышел победителем. Вместе с ростом его славы упрочились и его связи со двором, при котором он всё чаще выступает с пьесами, сочинёнными для придворных празднеств и дававшими повод развернуть блестящее зрелище. Мольер создаёт здесь особый жанр «комедии-балета», сочетая балет (излюбленный вид придворных увеселений, в котором сам король и его приближённые выступали в качестве исполнителей) с комедией, дающей сюжетную мотивировку отдельным танцевальным «выходам» (entrées) и обрамляющей их комическими сценами. Первая комедия-балет Мольера — «Несносные» (Les fâcheux, 1661). Она лишена интриги и представляет ряд разрозненных сценок, нанизанных на примитивный сюжетный стержень. Мольер нашёл здесь для обрисовки светских щёголей, игроков, дуэлистов, прожектёров и педантов столько метких сатирико-бытовых чёрточек, что при всей своей бесформенности пьеса является шагом вперёд в смысле подготовки той комедии нравов, создание которой являлось задачей Мольера («Несносные» были поставлены до «Школы жён»).
Успех «Несносных» побудил Мольера к дальнейшей разработке жанра комедии-балета. В «Браке поневоле» (Le mariage forcé, 1664) Мольер поднял жанр на большую высоту, добившись органической связи комедийного (фарсового) и балетного элементов. В «Принцессе Элиды» (La princesse d’Elide, 1664) Мольер пошёл противоположным путём, вставив шутовские балетные интермедии в псевдоантичную лирико-пасторальную фабулу. Так было положено начало двум типам комедии-балета, которые разрабатывались Мольером и дальше. Первый фарсово-бытовой тип представлен пьесами «Любовь-целительница» (L’amour médécin, 1665), «Сицилиец, или Любовь-живописец» (Le Sicilien, ou L’amour peintre, 1666), «Господин де Пурсоньяк» (Monsieur de Pourceaugnac, 1669), «Мещанин во дворянстве» (Le bourgeois gentilhomme, 1670), «Графиня д’Эскарбаньяс» (La comtesse d’Escarbagnas, 1671), «Мнимый больной» (Le malade imaginaire, 1673). При всей громадной дистанции, отделяющей такой примитивный фарс, как «Сицилиец», служивший только рамкой для «мавританского» балета, от таких развёрнутых социально-бытовых комедий, как «Мещанин во дворянстве» и «Мнимый больной», мы имеем здесь всё же развитие одного типа комедии — балета, вырастающего из старинного фарса и лежащего на магистрали творчества Мольера. От других его комедий эти пьесы отличаются только наличием балетных номеров, которые вовсе не снижают идеи пьесы: Мольер не делает здесь почти никаких уступок придворным вкусам. Иначе обстоит дело в комедиях-балетах второго, галантно-пасторального типа, к которому относятся: «Мелисерта» (Mélicerte, 1666), «Комическая пастораль» (Pastorale comique, 1666), «Блистательные любовники» (Les amants magnifiques, 1670), «Психея» (Psyché, 1671 — написана в сотрудничестве с Корнелем).

#### «Тартюф»
(Le Tartuffe, 1664—1669). Направленная против духовенства,  в первой редакции комедия содержала три акта и изображала лицемера-попа. В таком виде она была поставлена в Версале на празднестве «Увеселения волшебного острова» 12 мая 1664 под названием «Тартюф, или Лицемер» (Tartuffe, ou L’hypocrite) и вызвала недовольство со стороны религиозной организации «Общества святых даров» (Société du Saint Sacrement). В образе Тартюфа Общество усмотрело сатиру на своих членов и добилось запрещения «Тартюфа». Мольер отстаивал свою пьесу в «Прошении» (Placet) на имя короля, в котором прямо писал, что «оригиналы добились запрещения копии». Но это прошение не привело ни к чему. Тогда Мольер ослабил резкие места, переименовал Тартюфа в Панюльфа и снял с него рясу. В новом виде комедия, имевшая 5 актов и озаглавленная «Обманщик» (L’imposteur), была допущена к представлению, но после первого же спектакля 5 августа 1667 года снова снята. Только через полтора года «Тартюф» был наконец представлен в 3-й окончательной редакции.
Хотя Тартюф и не является в ней духовным лицом, последняя редакция вряд ли мягче первоначальной. Расширив очертания образа Тартюфа, сделав его не только ханжой, лицемером и развратником, но также предателем, доносчиком и клеветником, показав его связи с судом, полицией и придворными сферами, Мольер значительно усилил сатирическую остроту комедии, превратив её в социальный памфлет. Единственным просветом в царстве мракобесия, произвола и насилия оказывается мудрый монарх, который разрубает затянутый узел интриги и обеспечивает, как deus ex machina, внезапную счастливую развязку комедии. Но именно в силу своей искусственности и неправдоподобности благополучная развязка ничего не меняет в существе комедии.

#### «Дон-Жуан»
Если в «Тартюфе» Мольер нападал на религию и церковь, то в «Дон-Жуане, или Каменном пире» (Don Juan, ou Le festin de pierre, 1665) объектом его сатиры стало феодальное дворянство. В основу пьесы Мольер положил испанскую легенду о Дон Жуане — неотразимом обольстителе женщин, попирающем законы божеские и человеческие. Он придал этому бродячему сюжету, облетевшему почти все сцены Европы, оригинальную сатирическую разработку. Образ Дон Жуана, этого излюбленного дворянского героя, воплотившего всю хищную активность, честолюбие и властолюбие феодального дворянства в период его расцвета, Мольер наделил бытовыми чертами французского аристократа XVII века — титулованного развратника, насильника и «либертена», беспринципного, лицемерного, наглого и циничного. Он делает Дон-Жуана отрицателем всех устоев, на которых основывается благоустроенное общество. Дон-Жуан лишён сыновних чувств, он мечтает о смерти отца, он издевается над мещанской добродетелью, соблазняет и обманывает женщин, бьёт крестьянина, вступившегося за невесту, тиранит слугу, не платит долгов и выпроваживает кредиторов, богохульствует, лжёт и лицемерит напропалую, состязаясь с Тартюфом и превосходя его своим откровенным цинизмом (ср. его беседу со Сганарелем — д. V, сц. II). Своё негодование в адрес дворянства, воплощённого в образе Дон-Жуана, Мольер вкладывает в уста его отца, старого дворянина Дон-Луиса, и слуги Сганареля, которые каждый по-своему обличают порочность Дон-Жуана, произнося фразы, предвещающие тирады Фигаро (напр.: «Происхождение без доблести ничего не стоит», «Я скорее окажу почтение сыну носильщика, если он честный человек, чем сыну венценосца, если он так же распущен, как вы» и т. п.).
Но образ Дон-Жуана соткан не из одних отрицательных черт. При всей своей порочности Дон-Жуан обладает большим обаянием: он блестящ, остроумен, храбр, и Мольер, обличая Дон-Жуана как носителя пороков, одновременно любуется им, отдаёт дань его рыцарскому обаянию.

#### «Мизантроп»
Если Мольер внёс в «Тартюфа» и «Дон-Жуана» ряд трагических черт, проступающих сквозь ткань комедийного действия, то в «Мизантропе» (Le Misanthrope, 1666] эти черты настолько усилились, что почти совсем оттеснили комический элемент. Типичный образец «высокой» комедии с углублённым психологическим анализом чувств и переживаний героев, с преобладанием диалога над внешним действием, с полным отсутствием фарсового элемента, с взволнованным, патетическим и саркастическим тоном речей главного героя, «Мизантроп» стоит особняком в творчестве Мольера.
Альцест не только образ благородного обличителя общественных пороков, ищущего «правды» и не находящего её: он отличается меньшей схематичностью, чем многие прежние персонажи. С одной стороны, это — положительный герой, благородное негодование которого вызывает сочувствие; с другой стороны, он не лишён и отрицательных черт: он слишком несдержан, бестактен, лишён чувства меры и чувства юмора.

#### Поздние пьесы
Чересчур глубокая и серьёзная комедия «Мизантроп» была холодно встречена зрителями, искавшими в театре прежде всего развлечения. Чтобы спасти пьесу, Мольер присоединил к ней блестящий фарс «Лекарь поневоле» (фр. Le médécin malgré lui, 1666). Эта безделка, имевшая громадный успех и до сих пор сохранившаяся в репертуаре, разрабатывала излюбленную Мольером тему о врачах-шарлатанах и невеждах. Любопытно, что как раз в самый зрелый период своего творчества, когда Мольер поднялся на высоту социально-психологической комедии, он всё чаще возвращается к брызжущему весельем фарсу, лишённому серьёзных сатирических заданий. Именно в эти годы Мольером написаны такие шедевры развлекательной комедии-интриги, как «Господин де Пурсоньяк» и «Проделки Скапена» (фр. Les fourberies de Scapin, 1671). Мольер вернулся здесь к первичному источнику своего вдохновения — к старинному фарсу.
В литературоведческих кругах издавна установилось несколько пренебрежительное отношение к этим грубоватым пьескам. Это отношение восходит к законодателю классицизма Буало, порицавшему Мольера за шутовство и потакание грубым вкусам толпы.
Основная тема этого периода — осмеяние буржуа, стремящихся подражать аристократии и породниться с нею. Эта тема развита в «Жорже Дандене» (фр. George Dandin, 1668) и в «Мещанине во дворянстве». В первой комедии, разрабатывающей в форме чистейшего фарса популярный «бродячий» сюжет, Мольер высмеивает богатого «выскочку» (фр. parvenu) из крестьян, который из глупой спеси женился на дочери разорившегося барона, открыто изменяющей ему с маркизом, выставляющей его в дураках и напоследок заставляющей его же просить у неё прощения. Ещё острее разработана та же тема в «Мещанине во дворянстве», одной из самых блестящих комедий-балетов Мольера, где он достигает виртуозной лёгкости в построении диалога, приближающегося по своему ритму к балетному танцу (ср. квартет влюблённых — д. III, сц. X). Эта комедия — самая злая сатира на буржуазию, подражающую дворянству, какая вышла из-под его пера.
В знаменитой комедии «Скупой» (L’avare, 1668), написанной под влиянием «Кубышки» (фр. Aulularia) Плавта, Мольер мастерски рисует отталкивающий образ скряги Гарпагона (имя его стало во Франции нарицательным), у которого страсть к накоплению приняла патологический характер и заглушила все человеческие чувства.
Проблему семьи и брака Мольер ставит также в своей предпоследней комедии «Учёные женщины» (фр. Les femmes savantes, 1672), в которой он возвращается к теме «Жеманниц», но разрабатывает её гораздо шире и глубже. Объектом его сатиры являются здесь женщины-педантки, увлекающиеся науками и пренебрегающие семейными обязанностями.
Вопрос о распаде мещанской семьи поставлен также и в последней комедии Мольера «Мнимый больной» (фр. Le malade imaginaire, 1673). На этот раз причина распада семьи — мания главы дома Аргана, воображающего себя больным и являющегося игрушкой в руках недобросовестных и невежественных врачей. Презрение Мольера к врачам проходило сквозь всю его драматургию.

#### Последние дни жизни и смерть
Написанная смертельно больным Мольером комедия «Мнимый больной» — одна из самых весёлых и жизнерадостных его комедий. На её 4-м представлении 17 февраля 1673 года Мольер, игравший роль Аргана, почувствовал себя дурно и не доиграл спектакля. Он был перенесён домой и через несколько часов скончался. Парижский архиепископ Арле де Шанваллон запретил было хоронить нераскаявшегося грешника (актёры на смертном одре должны были приносить покаяние) и отменил запрет только по указанию короля. Величайшего драматурга Франции похоронили ночью, без обрядов, за оградой кладбища, где хоронили самоубийц.

### Пьесы, сохранившиеся до наших дней
- Ревность Барбульё, фарс (1653)
- Летающий лекарь, фарс (1653)
- Шалый, или Всё невпопад, комедия в стихах (1655)
- Любовная досада, комедия (1656)
- Смешные жеманницы, комедия (1659)
- Сганарель, или Мнимый рогоносец, комедия (1660)
- Дон Гарсиа Наваррский, или Ревнивый принц, комедия (1661)
- Школа мужей, комедия (1661)
- Докучные, комедия (1661)
- Школа жён, комедия (1662)
- Критика «Школы жён», комедия (1663)
- Версальский экспромт (1663)
- Брак поневоле, фарс (1664)
- Принцесса Элиды, галантная комедия (1664)
- Тартюф, или Обманщик, комедия (1664)
- Дон Жуан, или Каменный пир, комедия (1665)
- Любовь-целительница, комедия (1665)
- Мизантроп, комедия (1666)
- Лекарь поневоле, комедия (1666)
- Мелисерта, пасторальная комедия (1666, не окончена)
- Комическая пастораль (1667)
- Сицилиец, или Любовь-живописец, комедия (1667)
- Амфитрион, комедия (1668)
- Жорж Данден, или Одураченный муж, комедия (1668)
- Скупой, комедия (1668)
- Господин де Пурсоньяк, комедия-балет (1669)
- Блистательные любовники, комедия (1670)
- Мещанин во дворянстве, комедия-балет (1670)
- Психея, трагедия-балет (1671, в сотрудничестве с Филиппом Кино и Пьером Корнелем)
- Проделки Скапена, комедия-фарс (1671)
- Графиня д’Эскарбанья, комедия (1671)
- Учёные женщины, комедия (1672)
- Мнимый больной, комедия с музыкой и танцами (1673)

### Несохранившиеся пьесы
1. Влюблённый доктор, фарс (1653)
2. Три доктора-соперника, фарс (1653)
3. Школьный учитель, фарс (1653)
4. Казакин, фарс (1653)
5. Горжибюс в мешке, фарс (1653)
6. Брехун, фарс (1653)
7. Ревность Гро-Рене, фарс (1663)
8. Гро-Рене школьник, фарс (1664)

### Другие сочинения
- Благодарность Королю, поэтическое посвящение (1663)
- Слава собора Валь-де-Грас, поэма (1669)
- Разные стихотворения, в том числе
  - Куплет из песенки д’Ассуси (1655)
  - Стихи для балета г-на Бошана
  - Сонет г-ну ла Мотт ла Вайе на смерть его сына (1664)
  - Братство невольничества во имя милосердной Богоматери, четверостишия, помещённые под аллегорической гравюрой в Соборе Матери Божьей Милосердной (1665)
  - Королю на победу во Франш-Конте, поэтическое посвящение (1668)
  - Буриме на заказ (1682)

## Критика творчества Мольера

### Характеристика
В мае 1825 года И. В. Гёте обсуждая творчество французского драматурга в беседе со своим секретарём И. П. Эккерманом сказал о нём:
— Так велик, что, перечитывая его, всякий раз только диву даешься. Он единственный в своём роде, его пьесы граничат с трагическим и полностью захватывают тебя, ему никто не осмеливается подражать. "Скупой", где порок лишает сына всякого уважения к отцу, — произведение не только великое, но и в высоком смысле трагическое. <…> Я всякий год читаю несколько пьес Мольера, так же как время от времени рассматриваю гравюры по картинам великих итальянских мастеров. Мы, маленькие люди, не в силах долго хранить в себе величие подобных творений и потому обязаны иногда возвращаться к ним, дабы освежить впечатление.— И. П. Эккерман. Разговоры с Гёте в последние годы его жизни. — М.: Художественная литература, 1986. — С. 159 — 160.
Для художественного метода Мольера характерны:
- резкое разграничение положительных и отрицательных персонажей, противопоставление добродетели и порока;
- схематизация образов, унаследованная Мольером от commedia dell’arte склонность оперировать масками вместо живых людей;
- механическое развёртывание действия как столкновения внешних по отношению друг к другу и внутренне почти неподвижных сил.

Предпочитал внешний комизм положений, театральную буффонаду, динамическое развёртывание фарсовой интриги и живую народную речь, усеянную провинциализмами, диалектизмами, простонародными и жаргонными словечками, подчас даже словами тарабарского языка и макаронизмами. За это его неоднократно награждали почётным титулом «народного» драматурга, а Буало говорил о его «чрезмерной любви к народу».
Пьесам Мольера присуща большая динамичность комедийного действия; но динамика эта — внешняя, она иноположна характерам, которые в основном статичны по своему психологическому содержанию. Это подмечено уже Пушкиным, который писал, противопоставляя Мольера Шекспиру: «Лица, созданные Шекспиром, не суть, как у Мольера, типы такой-то страсти, такого-то порока, но существа живые, исполненные многих страстей, многих пороков… У Мольера скупой скуп и только…».
Всё же в лучших своих комедиях («Тартюф», «Мизантроп», «Дон-Жуан») Мольер пытается преодолеть односложность своих образов, механистичность своего метода. Тем не менее образы и вся конструкция его комедий несут на себе определённую художественную ограниченность классицизма.
Вопрос об отношении Мольера к классицизму гораздо сложнее, чем это кажется школьной истории литературы, безоговорочно наклеивающей на него ярлык классика. Спору нет, Мольер был создателем и лучшим представителем классической комедии характеров, и в целом ряде его «высоких» комедий художественная практика Мольера вполне согласуется с классической доктриной. Но в то же время другие пьесы Мольера (главным образом фарсы) противоречат этой доктрине. Это означает, что и по своему мировоззрению Мольер расходится с основными представителями классической школы.

### Значение
Мольер оказал громадное влияние на всё последующее развитие комедии как во Франции, так и за её пределами. Под знаком Мольера развивалась вся французская комедия XVIII в., отразившая весь сложный переплёт классовой борьбы, весь противоречивый процесс становления буржуазии как «класса для себя», вступающего в политическую борьбу с дворянско-монархическим строем. На Мольера опиралась в XVIII в. как развлекательная комедия Реньяра, так и сатирически заострённая комедия Лесажа, разработавшего в своём «Тюркаре» тип откупщика-финансиста, бегло намеченный Мольером в «Графине д’Эскарбаньяс». Влияние «высокой» комедий Мольера испытала и светская бытовая комедия Пирона и Грессе и морально-сентиментальная комедия Детуша и Нивель де Лашоссе, отражающая рост классового самосознания средней буржуазии. Даже вытекающий отсюда новый жанр мещанской драмы, этой антитезы классической драматургии, подготовлен комедиями нравов Мольера, столь серьёзно разрабатывавшими проблемы буржуазной семьи, брака, воспитания детей — эти основные темы мещанской драмы.
Из школы Мольера вышел знаменитый творец «Женитьбы Фигаро» Бомарше, единственный достойный преемник Мольера в области социально-сатирической комедии. Менее значительно влияние Мольера на комедию XIX в., которой была уже чужда основная установка Мольера. Однако комедийная техника Мольера (особенно его фарсов) используется мастерами развлекательной комедии-водевиля XIX века от Пикара, Скриба и Лабиша до Мельяка и Галеви, Пайерона и др.
Не менее плодотворным было влияние Мольера за пределами Франции, причём в различных европейских странах переводы пьес Мольера явились мощным стимулом к созданию национальной комедии. Так было прежде всего в Англии в эпоху Реставрации (Уичерли, Конгрив), а затем в XVIII веке Филдинг и Шеридан. Так было и в экономически отсталой Германии, где ознакомление с пьесами Мольера стимулировало оригинальное комедийное творчество немецкой буржуазии. Ещё более значительным было влияние комедии Мольера в Италии, где под непосредственным воздействием Мольера воспитался творец итальянской комедии Гольдони. Аналогичное влияние оказал Мольера в Дании на Хольберга, создателя датской сатирической комедии, а в Испании — на Моратина.
В России знакомство с комедиями Мольера начинается уже в конце XVII в., когда царевна София, по преданию, разыграла в своём тереме «Лекаря поневоле». В начале XVIII в. мы находим их в петровском репертуаре. Из дворцовых спектаклей Мольера переходит затем в спектакли первого казённого публичного театра в Петербурге, возглавляемого А. П. Сумароковым. Тот же Сумароков явился первым подражателем Мольера в России. В школе Мольера воспитывались и наиболее «самобытные» русские комедиографы классического стиля — Фонвизин, В. В. Капнист и И. А. Крылов. Но самым блестящим последователем Мольера в России был Грибоедов, давший в образе Чацкого конгениальный Мольеру вариант его «Мизантропа» — правда, вариант вполне оригинальный, выросший в специфической обстановке аракчеевски-бюрократической России 20-х гг. XIX в. Вслед за Грибоедовым и Гоголь отдал дань Мольеру, переведя на русский язык один из его фарсов («Сганарель, или Муж, думающий, что он обманут женой»); следы мольеровского влияния на Гоголя заметны даже в «Ревизоре». Позднейшая дворянская (Сухово-Кобылин) и бытовая комедия (Островский) тоже не избежала влияния Мольера. В предреволюционную эпоху режиссёры-модернисты делают попытку сценической переоценки пьес Мольера с точки зрения подчеркивания в них элементов «театральности» и сценического гротеска (Мейерхольд, Комиссаржевский).
После Октябрьской революции некоторые новые театры, возникшие в 20-х годах, включали в свой репертуар пьесы Мольера. Были попытки нового «революционного» подхода к Мольеру. Одна из наиболее известных — постановка «Тартюфа» в Ленинградском Гостеатре драмы в 1929. Режиссура (Н. Петров и Вл. Соловьев) перенесла действие комедии в XX век. Хотя режиссёры пытались оправдать своё новаторство не очень убедительными политизированными подпорками (дескать, пьеса «работает по линии обличения религиозного мракобесия и ханжества и по линии тартюфства социал-соглашателей и социал-фашистов»), это помогло ненадолго. Пьеса была обвинена (хотя и post factum) в «формалистски-эстетских влияниях» и удалена из репертуара.
Позже официальное советское литературоведение объявило, что «при всём глубоком социальном тонусе комедий Мольера основной его метод, покоящийся на принципах механистического материализма, чреват опасностями для пролетарской драматургии» (ср. «Выстрел» Безыменского).
Особое место Мольер занимает в творчестве М. А. Булгакова. В его «Мольериану» входит: роман-биография «Жизнь господина де Мольера», пьесы «Кабала святош» и «Полоумный Журден», перевод комедии «Скряга» (для третьего тома его собрания сочинений). О Мольере Булгаков отзывался следующим образом: «И люблю его не только за темы пьес, за характеры его героев, но и за удивительно сильную драматургическую технику. Каждое появление действующего лица у Мольера необходимо, обосновано, интрига закручена так, что звена вынуть нельзя».

## Память
- Парижская улица[фр.] 1-го городского округа носит имя Мольера с 1867 года.
- В честь Мольера назван кратер на Меркурии.
- Именем Мольера названа главная театральная премия Франции — La cérémonie des Molières[фр.], существующая с 1987 года.

## Легенды о Мольере и его творчестве
- В 1662 году Мольер венчается с юной актрисой своей труппы Армандой Бежар, младшей сестрой Мадлен Бежар, другой актрисы его труппы. Однако, это сразу вызвало целый ряд пересудов и обвинений в кровосмешении, так как существовало предположение, что Арманда была дочерью Мадлен и Мольера и родилась в годы их скитаний по провинции. Чтобы прекратить подобные пересуды, король стал крёстным первого ребёнка Мольера и Арманды.
- В 1808 году в парижском театре «Одеон» был сыгран фарс Александра Дюваля «Обои» (фр. "La Tapisserie"), предположительно обработка мольеровского фарса «Казакин». Считается, что Дюваль уничтожил мольеровский оригинал или копию, чтобы скрыть явные следы заимствования, а имена персонажей изменил, только их характеры и поведение подозрительно напоминали мольеровских героев. Драматург Гийо де Сэ попытался реставрировать первоисточник и в 1911 году на сцене театра «Фоли-Драматик» представил этот фарс, вернув ему оригинальное название.
- 7 ноября 1919 года в журнале «Comœdia» была опубликована статья Пьера Луиса «Мольер — творение Корнеля». Сравнивая пьесы «Амфитрион» Мольера и «Agésilas» Пьера Корнеля, он делает вывод, что Мольер лишь подписывал текст, сочинённый Корнелем. Несмотря на то, что сам Пьер Луис был мистификатором, идея, известная сегодня, как «Дело Мольера-Корнеля», получила большое распространение, в том числе в таких трудах, как «Корнель под маской Мольера» Анри Пулая (1957), «Мольер, или Воображаемый автор» адвокатов Ипполита Вутера и Кристины ле Виль де Гойе (1990), «Дело Мольера: великий литературный обман» Дени Буасье (2004) и др.

## Экранизации произведений
- 1910 — «Мольер», реж. Леонс Перре, в ролях — Андре Баке, Абель Ганс, Рене Д’Оши, Амели де Пузоль, Мари Брюнель, Мадлен Сезан — первый образ Мольера в кинематографе
- 1925 — «Тартюф», реж. Фридрих Вильгельм Мурнау, в ролях — Герман Пиха, Роза Валетти, Андре Маттони, Вернер Краус, Лиль Даговер, Люция Хёфлих, Эмиль Яннингс
- 1941 — «Школа жён», реж. Макс Офюльс, в главных ролях — Луи Жуве, Мадлен Озере, Морис Кастель
- 1965 — «Дон Жуан», реж. Марсель Блюваль, в главных ролях — Мишель Пикколи, Клод Брассёр, Анук Ферьяк, Мишель Лёруае
- 1973 — «Скупой», телеспектакль, реж. Рене Люко, в главных ролях — Мишель Омон, Франсис Юстер, Изабель Аджани
- 1973 — «Школа жён», реж. Раймон Руло, в главных ролях — Изабель Аджани, Бернар Блие, Жерар Лартиго, Робер Рембо
- 1979 — «Скупой», реж. Жан Жиро и Луи де Фюнес, в главных ролях — Луи де Фюнес, Мишель Галабрю, Франк Давид, Анн Кодри
- 1980 — «Мнимый больной», реж. Леонид Нечаев, в главных ролях — Олег Ефремов, Наталья Гундарева, Анатолий Ромашин, Татьяна Васильева, Ролан Быков, Станислав Садальский, Александр Ширвиндт
- 1984 — «Мольер». Великобритания. 1984. Русские субтитры. Биографический фильм по пьесе М.Булгакова «Кабала святош».
- 1989 — «Тартюф», телеспектакль, реж. Анатолий Эфрос, в главных ролях — Станислав Любшин, Александр Калягин, Анастасия Вертинская
- 1990 — «Скупой», реж. Тонино Черви, в главных ролях — Альберто Сорди и др.
- 1992 — «Тартюф», реж. Ян Фрид, в главных ролях — Михаил Боярский, Игорь Дмитриев, Ирина Муравьева, Анна Самохина, Игорь Скляр, Владислав Стржельчик, Лариса Удовиченко
- 1998 — «Дон Жуан», реж. Жак Вебер, в главных ролях — Жак Вебер, Мишель Бужена, Эммануэль Беар, Пенелопа Крус
- 2006 — «Скупой», реж. Кристиан де Шалонь, в главных ролях — Мишель Серро, Сирил Тувнен, Луиза Моно, Жаки Беруаер
- 2007 — «Мольер», реж. Лоран Тирар, в главных ролях — Ромен Дюрис, Фабрис Лукини, Лаура Моранте